# Суховское (Ярославская область)
Суховское — деревня в Покровской сельской администрации Покровского сельского поселения Рыбинского района Ярославской области .
Деревня находится непосредственно на южной окраине города Рыбинск, в пределах Окружной автомобильной дороги города, вдоль радиальной автомобильной дороги, ведущей из Рыбинска к посёлку Кстово, на левом, западном берегу реки Черёмухи, на расстоянии 0,9 км западнее Суховского, в стороны от дороги на Кстово, также в пределах Окружной дороги находится деревня Малая Киселиха, а южнее, с внешней стороны Окружной дороги была деревня Большая Киселиха, в настоящее время поглощенная посёлком Кстово.
На 1 января 2007 года в деревне числилось 37 человек. Деревня обслуживается почтовым отделением санатория им. Воровского..